# 邵展鹏
邵展鵬（1994年4月21日—）香港男藝人，2017年第29期無綫電視藝員訓練班學員，畢業後加入無綫電視。
2012年在大埔官立中學畢業，曾就讀香港知專設計學院，在學時期已經參與不少廣告商嘅拍攝，其後開始發展演藝生涯。2016年在中國大陸發展演藝事業，拍攝電影，曾擔任電影舞可能男主角，2017年回流香港參加第29期無綫電視藝員訓練班。現在是無綫電視經理人合約藝員。2022年因十八年後的終極告白2.0中嘅吳天藍一角為人認識。